# South Victoria (circonscription britanno-colombienne)
Pour les articles homonymes, voir Victoria.
Circonscription électorale provinciale du Canada
South Victoria est une ancienne circonscription provinciale de la Colombie-Britannique représentée à l'Assemblée législative de la Colombie-Britannique de 1894 à 1903.

## Liste des députés
| Législature                                 | Années                                     | Député                                     | Député                                     | Parti                                      |
| South Victoria Circonscription de Victoria  | South Victoria Circonscription de Victoria | South Victoria Circonscription de Victoria | South Victoria Circonscription de Victoria | South Victoria Circonscription de Victoria |
| ------------------------------------------- | ------------------------------------------ | ------------------------------------------ | ------------------------------------------ | ------------------------------------------ |
| 7e                                          | 1894–1898                                  |                                            | David McEwen Eberts                        | Gouvernement                               |
| 8e                                          | 1898–1900                                  |                                            | David McEwen Eberts                        | Gouvernement                               |
| 9e                                          | 1900–1903                                  |                                            | David McEwen Eberts                        | Gouvernement                               |
| Circonscription de Saanich et Victoria City |                                            |                                            |                                            |                                            |